# Headroom

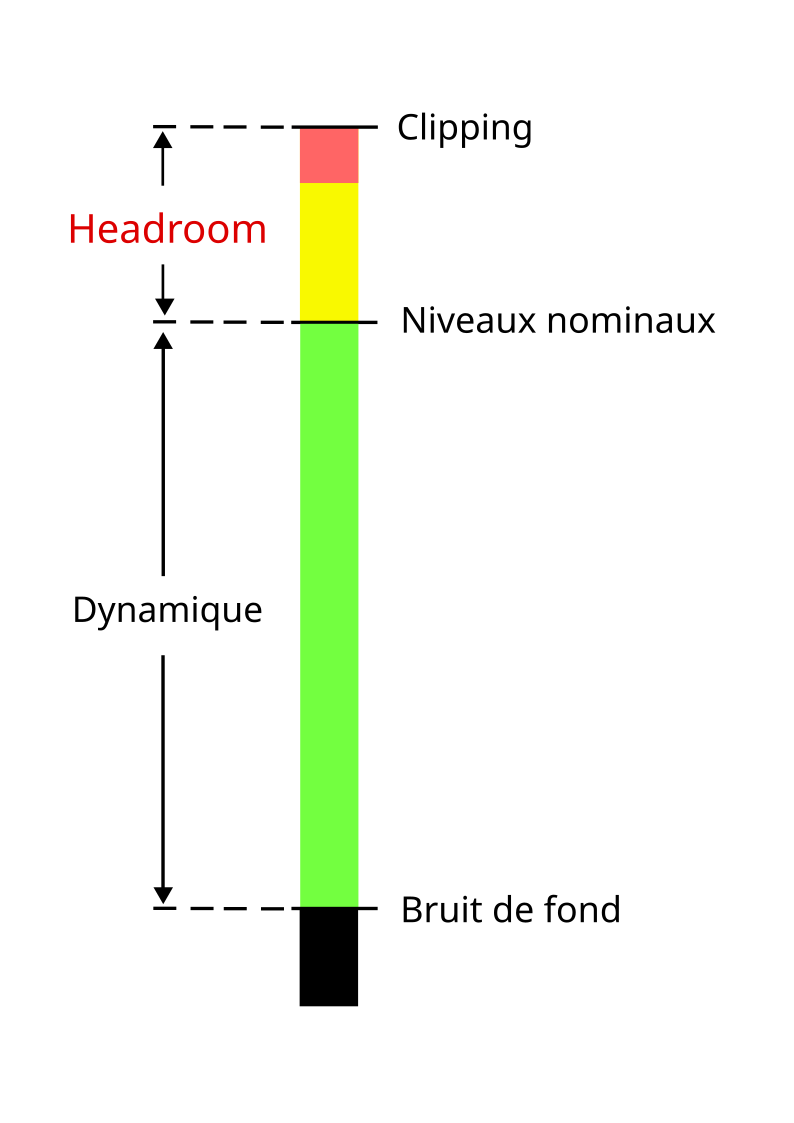

Dans le domaine de l'audio numérique et analogique, le headroom, ou littéralement la marge de manœuvre en français, fait référence à la quantité par laquelle les capacités de traitement du signal d'un système audio peuvent dépasser un niveau nominal désigné. Le headroom peut être considéré comme une zone de sécurité permettant aux pics audio transitoires de dépasser le niveau nominal sans endommager le système ou le signal audio, par exemple le clipping (écrêtement).